# Євлогій (Марковський)
Євлогій (у світі Євсевій Пилипович Марковський або Морковський; 20 січня (1 лютого) 1878, село Хотин (Хоциня), Рівненський повіт, Волинська губернія — 11/24 березня 1951, Магопак, штат Нью-Йорк) — український релігійний діяч, православний єпископ.

## Життєпис
Після закінчення церковної школи вступив до церковного училища в Житомирі.
Тривалий час служив у Клевані під Рівне.
Овдовів. Прийняв постриг. Був ченцем Почаївської Лаври.
Після початку Німецько-радянської війни перебував у відомстві Української Автономної Православної Церкви. В деяких джерелах помилково стверджується, що він входив до УАПЦ Полікарпа (Сікорського).
23 липня 1942 хіротонізований на єпископа Вінницького і Подільського, Української автономної православної церкви.
Перебуваючи у Вінниці брав активну участь у розкопках та похованні жертв Вінницької трагедії. За участі місцевого духовенства завершував заупокійні богослужіння. Зокрема на похороні 12 червня 1943 року виголосив такі слова: «Сьогодні ми вознесли свої молитви до престолу Всевишнього за тих, хто при розлуці з життям був позбавлений молитви Божої, хто терпів муки і кинутий у страшні могили. Ці жертви були убиті в таємний спосіб. Кати думали, що їхні лиходійства залишаться навіки таємницею. Ці мученики лежать безмовно тут у могилі своїми тілами, але у них є безсмертна душа. Пам'ять про них житиме у серцях наших завжди…».
Також відомо, що 16 липня єпископ Євлогій звершував похорон у співслужінні єпископа Рівненського і Острозького Федора (Рафальського), 32 священиків, одного протодиякона та диякона. Були присутні представники духовенства з Болгарії (архімандрити Миколай, Йосиф і Стефан), Румунії (митрополит Віссаріон, професори Попеску, Крайніце та Лазар), Фінляндії (пробст Любівурі), Швеції (гавптпастор Цедерберг, пфарер Сандергрен та ін.)
Від весни 1944 — в еміграції. Перейшов у РПЦ за кордоном, член її Синоду.
У 1947 році був призначений єпископом Каракасу і Венесуельським, але на місце призначення не виїхав. Разом з Синодом переїхав до Ново-Корінної пустині в Магопаку (штат Нью-Йорк, США), де й помер 24 березня 1951 року.